# Ekweeconfractus
Ekweeconfractus ist eine Gattung aus der Ordnung der Hyaenodonta, ausgestorbenen fleischfressenden Säugetieren, die möglicherweise den Raubtieren nahe stehen. Sie ist bisher nur von einem Schädel bekannt, der aus dem nordwestlichen Kenia stammt und in das Untere Miozän vor rund 17,5 Millionen Jahren datiert. Der Schädel ist stark fragmentiert, lässt aber einen mittelgroßen Vertreter der Hyaenodonten erkennen. Er wird innerhalb der Gruppe zu den Teratodontinae gestellt. Als typisch sind einige spezielle Zahnmerkmale benannt, so unter anderem die im Vergleich zu anderen Angehörigen der Teratodontinae stärker miteinander verwachsenen beiden vorderen Haupthöcker auf der Kaufläche der Mahlzähne. Die Gattung wurde im Jahr 2021 wissenschaftlich eingeführt. Es ist eine Art anerkannt.

## Beschreibung
Von Ekweeconfractus liegt bisher nur ein einzelner Schädel vor. Dieser ist nahezu vollständig, es fehlen lediglich einzelne Teile des Mittelkieferknochens und des linken Jochbogens sowie die vorderen Zähne. Allerdings sind die Knochen stark fragmentiert, so dass kaum Suturen erkennbar blieben. Dies betrifft vor allem den vorderen Schädelabschnitt, während der Hirnschädel noch weitgehend intakt ist. Anhand der Größe der Zähne kann auf ein Körpergewicht von 15,4 bis 15,8 kg geschlossen werden, wodurch Ekweeconfractus einen mittelgroßen Vertreter der Teratodontinae repräsentiert. Die vorderen Prämolaren wiesen eine in Seitenansicht nahezu dreieckige, symmetrische Gestalt auf mit dem Paraconus als höchsten Punkt. An den hinteren Vormahlzähnen traten einzelne kleinere Nebenhöcker auf. Der erste und zweite Molar besaßen hingegen typischerweise drei Haupthöcker (Proto-, Para- und Metaconus). Von diesen waren der Para- und der Metaconus fast vollständig miteinander verschmolzen. Lediglich eine kleine Rille auf der gemeinsamen Spitze zeigte eine Trennung der beiden Höcker an. Bei anderen Angehörigen  der Teratodontinae wie etwa Furodon, Brychotherium oder Masrasector bildeten die beiden Höcker nur an der Basis eine Einheit. Der Protoconus wiederum war fast so hoch wie die anderen Haupthöcker, insgesamt aber recht stumpf gestaltet. Dadurch wirkte er breiter als etwa bei Brychotherium. Das Metastyl, eine am Metaconus anschließende Scherleiste, erwies sich als relativ kurz am ersten, als deutlich länger aber am zweiten Mahlzahn. Die vorderen beiden Molaren waren schlank und nicht so breit gestaltet wie etwa bei Masrasector oder Teratodon. Der letzte Molar hingegen zeigte sich kürzer als die beiden vorderen, seine Kauoberfläche blieb aber weitgehend nicht erhalten. Die Größe der Zähne nahm insgesamt von den Prämolaren bis zum zweiten Molar zu. Der letzte Prämolar wurde 10,6 mm lang, die Maße für die ersten beiden Molaren lauten entsprechend 12,4 und 15,7 mm.

## Fossilfunde
Der bisher einzige Fund von Ekweeconfractus wurde im Jahr 2016 während wissenschaftlicher Feldforschungen in Moruorot im nordwestlichen Kenia entdeckt. Die Fundstelle liegt im Lothidok-Gebirge etwa 30 km westlich des Turkana-Sees. Sie erstreckt sich am Hang des Moruorot-Hügels, wobei zwei separate Fundgebiete unterschieden werden, benannt nach ihrer Lage mit „Moruorot Nord“ und „Moruorot Süd“. Großflächig sind in der Region Ablagerungen der Lothidok-Formation aufgeschlossen. Diese Gesteinseinheit wird bis zu 580 m mächtig und lagert auf den Kalakol-Basalten, in deren zwischengeschalteten Sedimentlagen eine reichhaltige fossile Fauna des Oligozäns auftritt, so unter anderem mit Losodokodon, einem urtümlichen Vertreter der Rüsseltiere. Überdeckt wird die Lothidok-Formation wiederum von den Loperi-Basalten, die im Mittleren Miozän entstanden. Die Lothidok-Formation besteht vorwiegend aus Vulkanoklastika mit eingebetteten Tufflagen. Es können verschiedene Schichtglieder differenziert werden. Die beiden unteren tragen die Bezeichnung Moruorot Member und Kalodirr Member. Letzteres barg den Schädel. Das bis zu 25 m mächtige Schichtpaket setzt sich aus vulkanischen Aschen, Laharen und kiesigen Lagen zusammen. Radiometrische Datierungen geben ihm ein Alter von rund 17,5 Millionen Jahren, womit eine Entstehung im Übergang vom Unteren zum Mittleren Miozän erfolgte. Die beiden unteren Schichtglieder der Lothidok-Formation sind relativ fossilreich. Als bedeutend können vor allem die Primatenfunde hervorgehoben werden, die Afropithecus und  Turkanapithecus einschließen. Des Weiteren wurden neben Rüsseltieren wie Deinotherium auch verschiedene Huftiere aufgefunden. Dazu gehören Unpaarhufer und Paarhufer, bei letzteren etwa Climacoceras und Canthymeryx aus der Gruppe der Giraffenartigen und ihrer unmittelbaren näheren Verwandtschaft. An Kleinsäugern sind Reste von Insektenfressern,  Nagetieren und Hasenartigen dokumentiert, zudem auch mit Miosengi eine Form der Rüsselspringer. Die Hyaenodonten, von denen unter anderem auch Isohyaenodon aus der Lothidok-Formation nachgewiesen wurde, teilten sich als Beutegreifer den Lebensraum mit den Raubtieren. Hier lassen sich unter anderem Schleichkatzen wie Katifelis und Kichechia hervorheben.

## Paläobiologie
Ekweeconfractus besaß ein langgestrecktes Gehirn mit tropfenförmigem Großhirn und einem quadratischen Kleinhirn. Die Gesamtlänge betrug rund 6,9 cm, davon nahm das Großhirn 4,6 cm, das Kleinhirn 2,3 cm ein. Die maximale Breite wurde am hinteren Ende des Großhirns mit 3,8 cm erreicht. Auf der Oberfläche des Großhirns waren verschiedene Furchen ausgeprägt. Das Gesamtvolumen betrug vermutlich rund 40 bis 41 ml. Im Vergleich mit dem ermittelten Körpergewicht von 15,4 bis 15,8 kg ergibt dies einen Enzephalisationsquotienten von 0,53 bis 0,55. Der Wert deckt sich mit dem anderer Hyaenodonten aus der Linie der Hyainailouroidea, was sowohl auf ältere Formen aus dem Eozän als auch auf andere Vertreter des Miozäns zutrifft. Daraus kann geschlussfolgert werden, dass es innerhalb der Hyainailouroidea unabhängig von der Körpergröße zu keiner signifikanten Zunahme des Gehirnvolumens im Verlauf der Stammesgeschichte kam. Allerdings nahm die Komplexität der Großhirnrinde zu, da jüngere Formen häufig mehr Furchen aufweisen als ältere.

## Systematik
Ekweeconfractus ist eine Gattung aus der ausgestorbenen Unterfamilie der Teratodontinae innerhalb der ebenfalls erloschenen Ordnung der Hyaenodonta. Ursprünglich stellten die Hyaenodonta einen Teil der Creodonta dar, die teilweise etwas irreführend auch als „Urraubtiere“ bezeichnet werden. Die Creodonta wiederum wurden als die Schwestergruppe der heutigen Raubtiere (Carnivora) innerhalb des übergeordneten Taxons der Ferae angesehen. Jedoch erwiesen sich die Creodonta in der Folgezeit als in sich nicht geschlossene Verwandtschaftsgruppe und wurden daher in die Hyaenodonta und die Oxyaenodonta aufgespalten. Ein Charakteristikum beider Linien ist eine gegenüber den rezenten Raubtieren weiter nach hinten im Gebiss verlagerte Brechschere. Bei den Hyaenodonten bestand diese häufig aus dem zweiten Oberkiefer- und dem dritten Unterkiefermolar. Ihr erstes Auftreten hatten die Hyaenodonten im Mittleren Paläozän vor rund 60 Millionen Jahren, sie verschwanden wieder im Mittleren Miozän vor etwa 9 bis 10 Millionen Jahren. Die Teratodontinae bilden innerhalb der Hyaenodonta die Schwestergruppe der Familie der Hyainailouridae. Beide zusammen formen die übergeordnete Gruppe der Hyainailouroidea. Die Teratodontinae kennzeichnet der Bau der Oberkiefermolaren. Bei diesen verschmelzen der Para- und der Metaconus an der Basis miteinander, letzterer überragt in der Regel ersteren. Bei den Hyainailouridae sind im Unterschied dazu sind der Para- und der Metaconus zum Amphiconus vereint, außerdem ist der Paraconus höher als der Metaconus. In Bezug auf die Höhenausprägung der beiden Höcker zeigen die Teratodontinae Übereinstimmungen mit den Hyaenodontidae, bei diesen sind der Para- und der Metaconus aber ebenfalls zu einem Amphiconus fusioniert. In einer vorläufigen stammesgeschichtlichen Untersuchung nimmt Ekweeconfractus eine vermittelnde Position zwischen dem etwas urtümlichen Pakakali und dem etwas moderneren Glibzegdouia ein. Eine Studie aus dem Jahr 2025 verschob Ekweeconfractus hingegen zu den Hyainailouridae und innerhalb dieser zur Unterfamilie der Hyainailourinae.
Die Gattung Ekweeconfractus wurde im Jahr 2021 von einem Arbeitsteam um Therese Flink wissenschaftlich erstbeschrieben. Grundlage hierfür bildete der Schädel von der Fundstelle Moruorot in der Lothidok-Formation westlich des Turkana-Sees in Kenia (Sammlungsnummer KNM-MO 64199). Er wurde fünf Jahre zuvor während wissenschaftlicher Ausgrabungen geborgen. Der Gattungsname Ekweeconfractus setzt sich aus dem Turkana-Wort ekwee für „Schakal“ und dem lateinischen Wort confractus für „zerbrochen“ (von confringere für „brechen“) zusammen. Mit E. amorui wurde eine Art benannt. Das Artepitheton amorui entlehnt sich wiederum der Turkana-Sprache (amoru) und bedeutet so viel wie „Stein“.